# Ricky Banderas
Gilbert Cosme, meglio conosciuto come Ricky Banderas (Bayamón, 25 maggio 1975), è un wrestler portoricano.

## Personaggio

### Mosse finali
- Come Mil Muertes
  - Flatliner (Reverse STO)
  - Dagger in the Heart/The Reaper's Trident (Spear)
- Come Ricky Banders
  - Double leg slam
  - Frog splash
  - La Patriota (Sharpshooter)
- Come El Mesias/Judas Mesias
  - Jumping reverse STO (AAA)/Straight to Hell (TNA)

### Manager
- James Mitchell
- Catrina

## Titoli e riconoscimenti
- Asistencia Asesoría y Administración
  - AAA Latin American Championship (1)
  - AAA Mega Championship - (4)
  - AAA Trident Championship - (1)
  - AAA World Tag Team Championship - (1) - con Pagano
  - GPCW Super-X Monster Championship - (1)
  - IWC World Heavyweight Championship - (1)
  - 2º AAA Triple Crown Champion
  - Copa Antonio Peña (2008)
  - Lucha Libre Premier (2010)
  - Rey de Reyes (2013)
  - Victoria Cup (2016) - con Apolo e Rockstar Spud
- International Wrestling Association
  - IWA World Heavyweight Championship (6)
  - IWA Intercontinental Championship (3)
  - IWA World Tag Team Championship (6) - con Apolo (3), Miguel Pérez Jr., Huracan Castillo, Fidel Sierra, Pain (1), Glamour Boy Shane (1) e Cruzz (1)
  - IWA Hardcore Championship (10)
- Pro Wrestling Illustrated
  - 26º tra i migliori wrestler singoli nella PWI 500 (2008)
  - 26º tra i migliori wrestler singoli nella PWI 500 (2015)
- Lucha Underground
  - Lucha Underground Championship (1)